# Hunzenschwil
Hunzenschwil is een gemeente en plaats in het Zwitserse kanton Aargau en maakt deel uit van het district Lenzburg.
Hunzenschwil telt 3.523 inwoners.